# Meltingen
Meltingen (toponimo tedesco) è un comune svizzero di 664 abitanti del Canton Soletta, nel distretto di Thierstein.